# Запрянов, Димитр
Димит(а)р Запрянов (27 января 1960, Опан, Старозагорская область — июль 2024) — болгарский дзюдоист и самбист, призёр чемпионата мира по самбо, призёр чемпионатов Европы и мира по дзюдо, серебряный призёр Олимпийских игр, участник двух Олимпиад. Выступал в тяжёлой (свыше 95 кг) и абсолютной весовых категориях.
В 1981 и 1983 годах становился серебряным призёром чемпионатов Европы. В 1984 году взял серебро на соревнованиях «Дружба-84» в Варшаве. В 1985 году выиграл бронзу чемпионата мира в Сеуле, а в 1988 году стал третьим на чемпионате Европы в Памплоне.
В 1980 году стал серебряным призёром летних Олимпийских игр 1980 года в Москве в тяжёлом весе. На той же Олимпиаде в абсолютной категории занял 8-е место. На летних Олимпийских играх 1988 года в Сеуле стал пятым.
Умер 14 июля 2024 года после продолжительной болезни в возрасте 64 лет.